# Panstenon bellicosum
Panstenon bellicosum är en stekelart som beskrevs av Girault 1913. Panstenon bellicosum ingår i släktet Panstenon och familjen puppglanssteklar. Inga underarter finns listade i Catalogue of Life.